# Anz
Anz (arab. عنز) – miejscowość w Syrii, w muhafazie As-Suwajda. W 2004 roku liczyła 1102 mieszkańców.